# 千本站
千本站（日语：／ Sembon eki */?）是位於兵庫縣龍野市新宮町千本1989番，西日本旅客鐵道（JR西日本）的姬新線車站。

## 歷史
- 1934年（昭和9年）
  - 3月24日 - 姬津線播磨新宮站至三日月站之間開業，此站啟用。
    - 當時車站地址為兵庫縣揖保郡東栗栖村（日语：東栗栖村）千本。

  - 11月28日 - 隨著姬津西線開業，姬津線改名為姬津東線，此站成為姬津東線車站。
- 1936年（昭和11年）
  - 4月8日 - 姬路站至東津山站之間全線開通，姬津東線成為姬津線一部分，此站成為姬津線車站。
  - 10月10日 - 姬津線編入至姬新線一部分，此站成為姬新線車站。
- 1951年（昭和26年）4月1日 - 隨著新宮町（日语：新宮町 (兵庫県)）（第二次）成立，車站地址改為兵庫縣揖保郡新宮町千本。
- 1971年（昭和46年）3月1日 - 成為無人車站。
- 1979年（昭和54年） - 翻新車站大樓[1]。
- 1987年（昭和62年）4月1日 - 伴隨國鐵分割民營化，車站由西日本旅客鐵道（JR西日本）營運。
- 2005年（平成17年）10月1日 - 隨著龍野市成立，車站地址變為兵庫縣龍野市新宮町千本。

## 車站構造
車站是一座地面車站，設有1面1線的單式月台，佐用方向的列車會開啟左邊車門。此站曾經設有2面2線的相對式月台。在停站列車中，最長的列車只有2卡車廂，但是月台卻很長。
此站是由姬路鐵道站管理的無人車站。此站沒有自動售票機，也不可使用ICOCA等IC卡。此站沒有車站大樓，只有混凝土製的候車室。另外，佐用方向和播磨新宮方向的列車使用同一月台。在候車室外設有和式廁所（濕廁）。

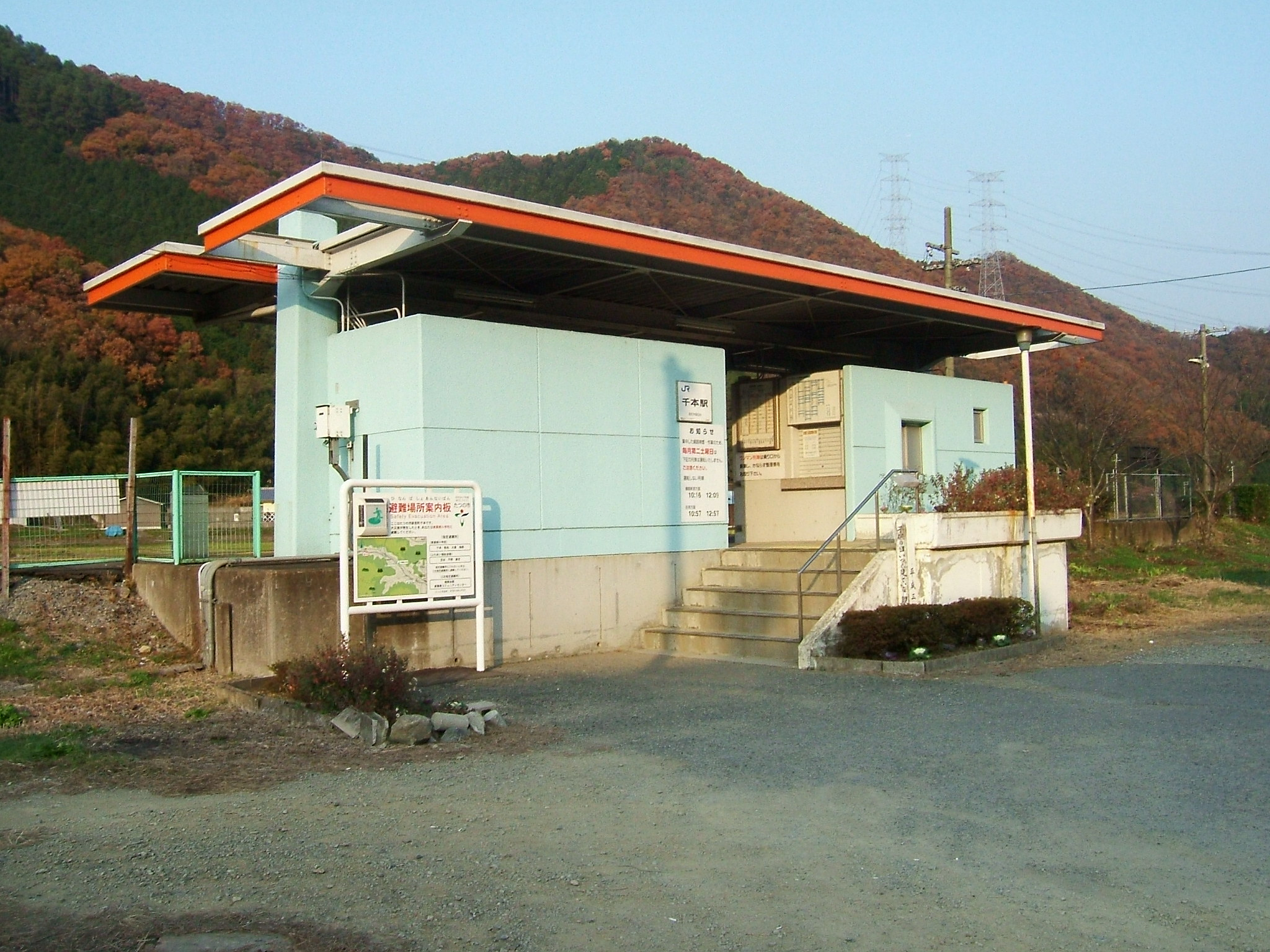
車站外的（2007年12月2日]）

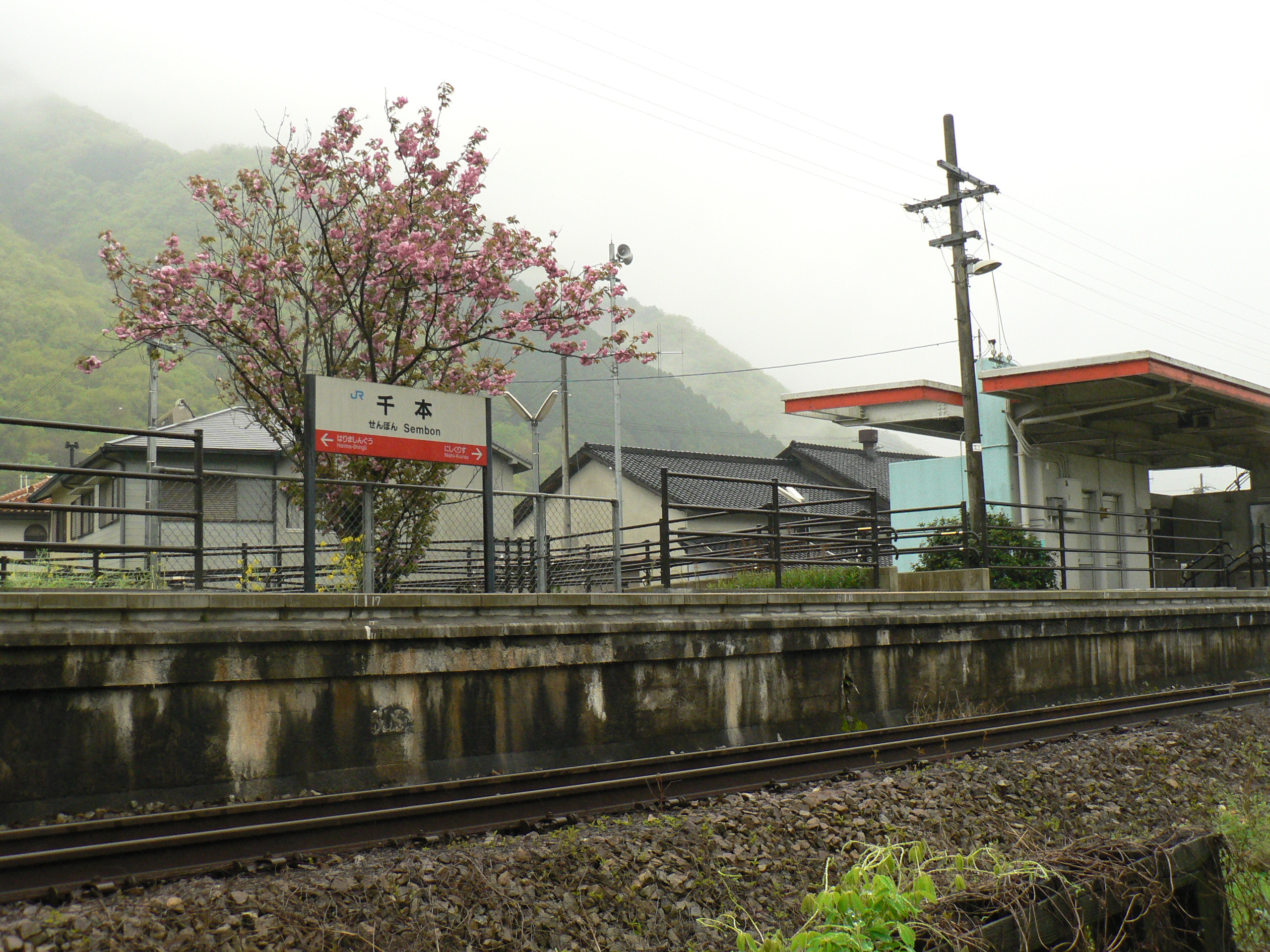
千本站月台

## 巴士路線
- 播磨科學公園都市圈域定住自立圈圈域巴「TekuTeku巴士」
  - 上郡站 - 縣立西播磨綜合康復中心 - 西栗栖站 - 千本站 - 播磨新宮站（逢星期日、假日及年尾年頭暫停服務）[2]

## 車站周邊
- 千本簡易郵局
- 熊橋製材所
- JA兵庫西 千本分店

## 利用狀況
根據「龍野市統計書」，2018年（平成28年）度1日平均乘車人次為31人。
以下為近年1日平均乘車人次列表。
| 年度   | 1日平均 乘車人次 |
| ------ | ---------------- |
| 2000年 | 105              |
| 2001年 | 88               |
| 2002年 | 70               |
| 2003年 | 51               |
| 2004年 | 45               |
| 2005年 | 45               |
| 2006年 | 41               |
| 2007年 | 31               |
| 2008年 | 28               |
| 2009年 | 29               |
| 2010年 | 29               |
| 2011年 | 33               |
| 2012年 | 29               |
| 2013年 | 32               |
| 2014年 | 31               |
| 2015年 | 34               |
| 2016年 | 41               |
| 2017年 | 38               |
| 2018年 | 31               |

## 相鄰車站
西日本旅客鐵道（JR西日本）
 姬新線
播磨新宮－千本－西栗栖

## 注腳
1. 1 2 3 4 5 6 7 8 9  . 神戸新聞総合出版センター. 2011-12-15: 172. ISBN 9784343006028 （日语）.
2. ↑  上郡町HP （页面存档备份，存于）（日語）
3. ↑  令和元年版たつの市統計書PDF（日語）

## 外部連結
- 千本｜車站資訊：JR出門網 - 西日本旅客鐵道（日語）